# Paweł Majewski (konsul)
Paweł Zbigniew Majewski – polski urzędnik, Konsul Generalny w Belfaście (2018–2022).

## Życiorys
Paweł Majewski ukończył studia na Wydziale Zarządzania Uniwersytetu Warszawskiego. W 2001 rozpoczął pracę w Kancelarii Senatu, przechodząc od stanowiska radcy do wicedyrektora – początkowo w Biurze Spraw Międzynarodowych, następnie w Biurze Polonijnym, gdzie odpowiadał za prawidłowość wydatkowania i rozliczeń środków przekazywanych z budżetu na rzecz Polonii i Polaków za granicą. W latach 2006–2014 pełnił obowiązki kierownika Referatu Konsularno-Administracyjno-Finansowego w Ambasadzie RP w Lublanie. Następnie powrócił do Kancelarii Senatu. Uzyskał także uprawnienia certyfikowanego audytora sektora rządowego. Od 20 września 2018 do 2022 Konsul Generalny RP w Belfaście. W listopadzie 2022 został zastępcą dyrektora Biura Prawnego i Zarządzania Zgodnością Ministerstwa Spraw Zagranicznych, a 15 września 2023 p.o. dyrektora tamże. Od 2023 do 2024 pracował w Wydziale Konsularnym i Polonii Ambasady RP w Wilnie.
Jest żonaty, ma troje dzieci.